# Econocom
Econocom è un gruppo europeo specializzato nella gestione e nella governance delle infrastrutture informatiche e di telecomunicazioni per le imprese.

## Storia
Europe Computer Systems Belgium è stata fondata a Bruxelles in Belgio nel 1982 da Jean-Louis Bouchard, attuale chairman dell'azienda. Tra il 1984 e il 1985 il gruppo ha assunto la denominazione odierna di Econocom e ha iniziato ad aprire le prime sedi internazionali in Europa, per farsi quotare per la prima volta nel 1986, sul mercato secondario della Borsa di Bruxelles.
La prima acquisizione, Asystel, è stata effettuata nel 1993.
Nel 1996 il titolo azionario è entrato nel listino primario della Borsa di Bruxelles.
Al 1997 data il lancio del piano strategico Eco 2000.
Il traguardo dei mille dipendenti è stato raggiunto nel 1999, contestualmente all'adozione dello slogan Working Networks e al lancio del piano strategico Horizon 2002.
Il 2000 vede la fondazione di Econocom Telecom, l'acquisizione di PLI – specialista in infrastrutture informatiche – e la quotazione sul mercato secondario della Borsa di Parigi.
Altre acquisizioni avvengono nel 2002: Comdisco-Promodata in Francia (gestione dell'infrastruttura informatica dedicata alla finanza e all'amministrazione), SX Consulting in Belgio (servizi e distribuzione) e ancora in Francia l'azienda di manutenzione delle apparecchiature informatiche Tasq.
Anche il 2003 è un anno di acquisizioni, con Synopse, azienda di consulenza e integrazione. Nel frattempo viene adottato lo slogan Econocom Mastering IT Resources e lanciato il piano strategico Share Five.
Vengono acquisite nel 2004 Signal Services in Francia e CHanSE in Belgio.
Durante il 2005, oltre ad acquisire le aziende di telecomunicazioni Connected Services nei Paesi Bassi e JCA in Francia, nonché la società di servizi A2Z, Econocom concentra la propria attività su cinque nazioni europee: Belgio, Francia, Italia, Paesi Bassi e Spagna, vendendo la propria consociata svizzera e chiudendo la propria attività di finanziamento negli Stati Uniti.
Nel 2006 viene ritirata la quotazione alla Borsa di Parigi, mantenendo quella attuale nel listino Euronext di Bruxelles. Viene acquisita la divisione Business di Avenir Telecom e varato il piano strategico Share Five Phase2.
Sono quattro le acquisizioni del 2007: la divisione Business di Phone House France, Alliance Support Services, Kentron e l'italiana Tecnolease. Nasce lo slogan Mobility on Demand, tuttora in uso. La testata francese CRN valuta l'azienda al primo posto in Francia nel settore dei servizi.
Nel corso del 2008 prende il via il nuovo piano strategico Horizon 2012, in contemporanea con la creazione delle offerte enterprise solution Desktop on Demand, MyPC, Papyrus e Mobileasy. L'azienda crea Econocom Telecom Services, acquisisce la francese Databail e la divisione interna Synopse apre una filiale in Spagna a Barcellona.
Il 2009 è l'anno dell'apertura di un impianto di servizi remoti a Rabat, in Marocco.
La quinta enterprise solution, 7 Remote Services by Econocom, viene lanciata nel 2010. Nello stesso anno Econocom finalizza l'acquisizione di ECS.
Nel 2011 Jean-Louis Bouchard annuncia che il nome del nuovo gruppo formato da Econocom ed ECS mantiene la dicitura Econocom e aggiorna il marchio.
Il 2018 vede l’acquisizione di Bdf s.p.a. da parte di Econocom, azienda leader di mercato nella digitalizzazione delle imprese. Le molte sinergie e condivisioni di competenze di questa unione permetteranno all’azienda di raggiungere gli obiettivi di crescita preposti ancor più rapidamente.